# Frank Borman
Frank Frederick Borman II (Gary, 14 de março de 1928 – Montana, 7 de novembro de 2023) foi um engenheiro aeroespacial, oficial militar, piloto, piloto de teste, astronauta e executivo norte-americano. Ele comandou duas missões espaciais, Gemini VII e Apollo 8, esta última a primeira a orbitar a Lua. Ele cresceu no Arizona, se formou na Academia Militar dos Estados Unidos em 1950 e foi comissionado oficial da Força Aérea. Qualificou-se como piloto e serviu nas Filipinas. Conquistou um mestrado pelo Instituto de Tecnologia da Califórnia em 1957, tornando-se professor assistente de termodinâmica e mecânica dos fluidos na Academia Militar. Foi selecionado em 1960 para cursar a Escola Experimental de Pilotos de Teste da Força Aérea e qualificou-se como piloto de teste, depois sendo escolhido como um dos primeiros cinco alunos da Escola de Pilotos de Pesquisa Aeroespacial.
Borman, em 1962, foi selecionado pela NASA para fazer parte de seu segundo grupo de astronautas. Ele envolveu-se no desenvolvimento dos propulsores Titan II para o Projeto Gemini e, em dezembro 1966, passou catorze dias no espaço como comandante da Gemini VII, ao lado de Jim Lovell. Durante a missão, realizou o primeiro encontro orbital com outra espaçonave tripulada, a Gemini VI-A. Depois disso atuou na comissão de avaliação da NASA instaurada para investigar o incêndio da Apollo 1. Retornou ao espaço em dezembro 1968 como comandante da Apollo 8, junto com Lovell e William Anders, tornando-se os primeiros humanos a viajarem para a Lua. Foi também, em julho de 1969, o oficial de ligação da NASA na Casa Branca durante a Apollo 11, quando assistiu a primeira alunissagem tripulada da história junto com o presidente Richard Nixon.
Ele se aposentou da NASA e da Força Aérea em 1970. Um ano antes tinha se tornado consultor especial da Eastern Air Lines e, depois de se aposentar como astronauta, virou vice-presidente de operações da empresa. Em 1975 foi promovido a diretor executivo e se tornou no ano seguinte presidente do conselho. A companhia, sob sua liderança, teve seus quatro anos mais rentáveis de sua história, porém a desregulamentação aérea e dívidas que adquiriu na compra de novas aeronaves levou a Eastern a realizar cortes de salários e demissões, consequentemente a conflitos com sindicatos, culminando com sua renúncia em 1986. Borman foi morar em Las Cruces no Novo México, onde cuidou de uma concessionária da Ford junto com seu filho mais velho. Ele hoje mora em um rancho no Condado de Big Horn, Montana, que comprou em 1998.

## Biografia
Nascido na pequena cidade de Gary, no Estado de Indiana, Estados Unidos, Borman sofria de graves problemas de sinusite na infância, o que fez com que sua família se mudasse para Tucson, no Arizona, onde ele cresceu e tomou contato com a aviação aos 15 anos de idade. Graduado pela Academia Militar de West Point em 1950, ele se tornou piloto de caça e de testes da Força Aérea, até entrar para a NASA no segundo grupo de astronautas selecionado pela agência, em 1962. Como piloto de caça, serviu nas Filipinas. Como piloto de testes, serviu na Base Aérea de Edwards, na Califórnia. Foi também professor-assistente de termodinâmica e mecânica dos fluidos em West Point.

### NASA
Sua primeira missão no espaço foi no comando da nave Gemini VII, em 1965, junto com o astronauta James Lovell, que realizou o primeiro encontro entre duas naves em órbita, com a Gemini VI, tripulada por Walter Schirra e Thomas Stafford, ficando em órbita por 14 dias, o mais longo período no espaço de uma missão Gemini. Ele foi um dos quatro astronautas do seu grupo de nove na NASA escalado para comandar uma primeira missão espacial em que tomava parte. Após a bem-sucedida missão ele foi promovido a coronel, aos 37 anos, o mais novo coronel da USAF.
Em janeiro de 1967, após o acidente com a Apollo 1 em Cabo Canaveral, ele foi o único astronauta indicado para fazer parte do Comitê de Investigação da tragédia. Em abril, ele foi um dos cinco astronautas que testemunharam perante a Câmara de Representantes e o Senado dos Estados Unidos, durante as investigações das causas do acidente. Mesmo enfrentando perguntas hostis, especialmente de Donald Rumsfeld, futuro Secretário de Defesa nos governos de Gerald Ford e George W. Bush, seu testemunho foi fundamental para convencer os congressistas de que as naves Apollo eram seguras para voo e para a missão para a qual tinham sido projetadas. Ele chegou a receber a oferta de se tornar o novo diretor do programa Apollo após a renúncia de Joseph Shea no rescaldo da tragédia, mas recusou, preferindo continuar apenas como astronauta operativo.

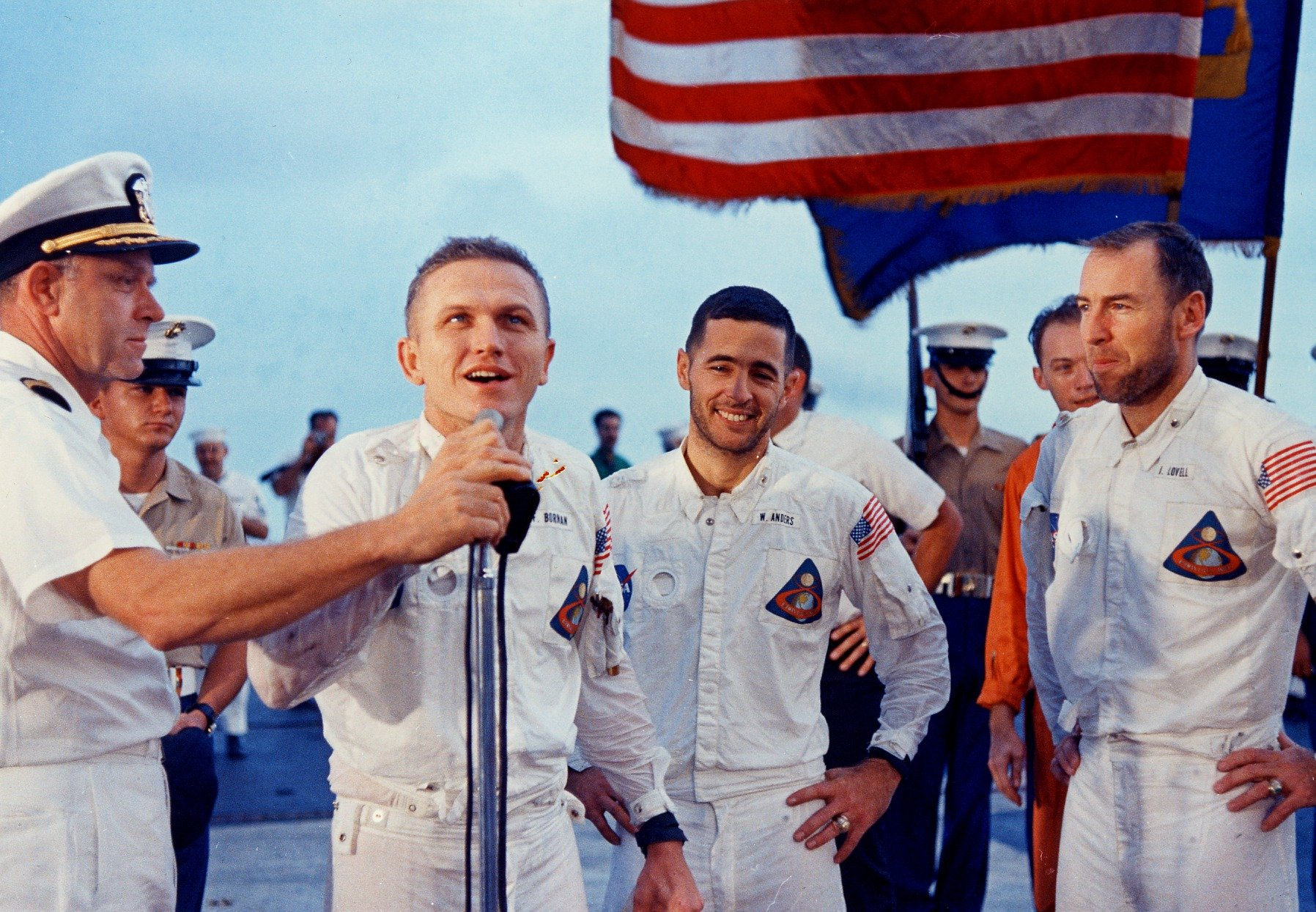
Borman discursa para a tripulação do USS Yorktown após a cápsula Apollo ser recolhida do mar em 27 de dezembro de 1968.

Inicialmente escalado para comandar a Apollo 9, que testaria o módulo lunar em órbita terrestre, ele herdou o comando da Apollo 8, que inicialmente faria um voo em órbita terrestre, como a anterior Apollo 7, mas ao invés disso foi redirecionada para um voo direto à órbita lunar, após a NASA ser – erroneamente –  informada pela CIA de que os soviéticos pretendiam fazer a mesma coisa ainda naquele ano. Em 21 de dezembro de 1968, três dias antes do Natal, ele foi novamente ao espaço no voo pelo qual seria mais conhecido, no comando da Apollo 8 em direção à Lua, a primeira missão tripulada a circunavegar o satélite, mostrando que a NASA era capaz de construir um foguete em condições de levar missões tripuladas à Lua e pousar nela. No dia de Natal, durante a transmissão de televisão desde a órbita lunar, Borman, um religioso convicto, leu passagens do Livro do Gênesis ao vivo, o que causou uma controvérsia entre a audiência pública, resultando na recomendação da NASA para que astronautas se abstivessem de transmitir mensagens de fé pessoal durante as missões, motivo pelo qual Buzz Aldrin, um dos tripulantes da futura Apollo 11, comungaria sozinho e em silêncio na superfície lunar.
Após o retorno, ele e os demais tripulantes, James Lovell e William Anders, participaram de paradas com chuva de papel picado em Nova York, Chicago e Washington D.C. e foram recebidos pelo presidente Lyndon Johnson. Borman foi enviado numa turnê de boa vontade pela Europa, com o objetivo secundário de conhecer mais sobre os programas espaciais em andamento dos países da OTAN. Nesta viagem ele foi recebido pela rainha Elizabeth II, o presidente francês Charles De Gaulle, o rei Balduíno e a rainha Fabíola da Bélgica, e o papa Paulo VI no Vaticano.
Após a morte de Gus Grisson no acidente da Apollo 1, Donald Slayton, o chefe do Departamento de Astronautas da NASA, tinha, segundo o reputado jornalista especializado Andrew Chaikin, escolhido Borman para ser o primeiro homem a andar na Lua. No outono de 1968, antes do voo da Apollo 8, ele ofereceu a posição a Borman, que a recusou; tempos antes do lançamento da Apollo 8, ele já tinha decidido que aquela seria sua missão no espaço e se aposentaria em 1970, porque após 20 anos de serviços na Força Aérea, ele já se qualificaria para uma pensão. Sobre a recusa à oferta de Layton, ele declarou numa entrevista em 1999: "minha razão para entrar para a NASA foi a de poder integrar o programa Apollo, o programa lunar, e, com sorte, superar os russos. Nunca procurei pelo sucesso individual. Eu nunca quis ser a primeira pessoa a andar na Lua e, francamente, quando a missão da Apollo 11 foi encerrada, toda a missão Apollo terminou, o resto que veio depois foi apenas a cereja do bolo".
Em julho de 1969, Borman foi designado para ser o oficial de ligação entre a NASA e o presidente Richard Nixon na Casa Branca durante o pouso da Apollo 11, e assistiu ao lançamento junto com o presidente no Salão Oval. Inicialmente Nixon tinha preparado um longo discurso para ler para os astronautas durante a chamada telefônica mas Borman o persuadiu a fazer um discurso curto e apartidário; ele também convenceu Nixon a não tocar o Hino Nacional durante a chamada, porque isso obrigaria os astronautas na Lua a ficarem mais de dois minutos e meio em posição de sentido na falta de gravidade. Ele acompanhou o presidente no Marine One quando eles voaram para o navio de resgate, o porta-aviões USS Hornet, ao fim da missão. Em 1970, ele cumpriu outra missão a pedido de Nixon, fazendo uma turnê mundial em pedido de apoio à libertação dos prisioneiros de guerra norte-americanos no Vietnã do Norte.

### Pós-NASA
Com a reputação de ter sido um líder sério entre o grupo de astronautas de sua época, após se retirar da NASA ele fez carreira como executivo na companhia aérea Eastern Air Lines, chegando ao cargo de presidente executivo e posteriormente Presidente do Conselho de Administração da empresa, até sua renúncia em junho de 1986, depois de uma difícil negociação com os pilotos e aeromoças por cortes em salários e benefícios após uma crise econômica na empresa e na aviação comercial em geral.
Em 1988 ele escreveu uma autobiografia, Countdown: An autobiography, em parceria com o escritor e novelista Robert J. Serling. Após a morte de John Glenn em dezembro de 2016, ele se tornou o mais idoso astronauta ainda vivo. Em dezembro de 2018, na comemoração dos 50 anos do voo da Apollo 8, durante o reencontro da tripulação no Museu da Ciência e Indústria, em Chicago, onde a cápsula da Apollo se encontra em exibição, ele declarou: "Eu nunca disse isso antes publicamente, mas estes dois caras talentosos – Lovell e Anders – eu estou orgulhoso de ter podido voar com eles. Foi um trabalho duro feito em quatro meses, e nós fizemos um bom trabalho". Morreu em decorrência de um AVC no dia 7 de novembro de 2023.